# قهنات (حزم العدين)

تعديل مصدري - تعديل

قهنات هي إحدى قرى عزلة حقين بمديرية حزم العدين التابعة لمحافظة إب، بلغ تعداد سكانها 567 نسمة حسب تعداد اليمن لعام 2004.